# Chondrinidae
Chondrinidae — семейство брюхоногих моллюсков из отряда лёгочных улиток, живущих на суше. Описано около 70 видов в шести родах. Распространены в Юго-Западной Азии, на юге Европы и в Северной Африке. Длина раковины варьируется от 5 до 10 мм.

## Описание
Семейство представлено мелкими видами, от 5—10 мм. Цвет раковины перламутровый внутри и серый снаружи (в зависимости от вида моллюска).    